# SOR LC 9.5
SOR LC 9.5 — туристический автобус, выпускаемый чешской компанией SOR Libchavy с 1998 года.

## Конструкция
Автобус SOR LC 9.5 оборудован двумя выдвижными дверьми. Компоновка автобуса заднемоторная, заднеприводная. Кузов сделан из металла, салон выполнен в пластиковой оправе.

## Эксплуатация
Автобус SOR LC 9.5 эксплуатировался в Праге компаниями ČSAD Ostrava, Livia Prague и Transcentrumbus Prague.